# کوکان
کوکان روستایی در دهستان بازرجان بخش مرکزی شهرستان تفرش استان مرکزی ایران است.

## جمعیت
بر پایه سرشماری عمومی نفوس و مسکن در سال ۱۳۹۵ جمعیت این روستا ۲۲۶ نفر (۵۳خانوار) بوده‌است.